# Улица Луки Долинского
Улица Луки Долинского (укр. Вулиця Луки Долинського) — улица в Подольском районе города Киева, местность посёлок Шевченко. Пролегает от Золочевского переулка до улицы Косенко.
Примыкают улицы Золочевская, Каневская.

## История
Новая улица № 426 возникла в середине XX века.
6 декабря 1944 года Новая улица № 426 посёлка Шевченко в Петровском районе была переименована на Кареловская улица (укр. Карелівська вулиця), согласно Решению исполнительного комитета Киевского городского Совета депутатов трудящихся № 286/2 «Про упорядочивание наименований площадей, улиц и переулков г. Киева» («Про впорядкування найменувань площ, вулиць та провулків м. Києва»).
Согласно ходатайства Подольского райисполкома, 6 сентября 1982 года была восстановлена Кареловская улица — в честь советского кинорежиссёра Евгения Ефимовича Карелова — в её прежних границах (между Золоческой и Каневской улицами), согласно Решению исполнительного комитета Киевского городского Совета депутатов трудящихся № 1479 «Про переименование и упорядочивание наименований улиц г. Киева» («Про найменування та впорядкування найменувань вулиць м. Києва»).
В процессе дерусификации городских объектов, 25 октября 2022 года улица получила современное название — в честь австро-венгерского украинского живописца Луки Долинского.

## Застройка
Улица пролегает в северо-западном направлении. Парная и непарная стороны улицы заняты усадебной застройкой.